# Mihael Mikić
Mihael Mikić (Zagabria, 6 gennaio 1980) è un allenatore di calcio ed ex calciatore croato, di ruolo centrocampista.

## Carriera

### Allenatore
Il 16 agosto 2022 si accasa nel Maribor come vice di Damir Krznar.

## Palmarès

### Giocatore
- Campionato croato: 6

Dinamo Zagabria: 1998, 1999, 2000, 2003, 2007, 2008
- Coppa di Croazia: 5

Dinamo Zagabria: 1998, 2001, 2002, 2007, 2008
- Supercoppa croata: 2

Dinamo Zagabria: 2002, 2003
- J. League Division 1: 3

Sanfrecce: 2012, 2013, 2015
- Supercoppa del Giappone: 3

Sanfrecce: 2013, 2014, 2016